# Weird Tales

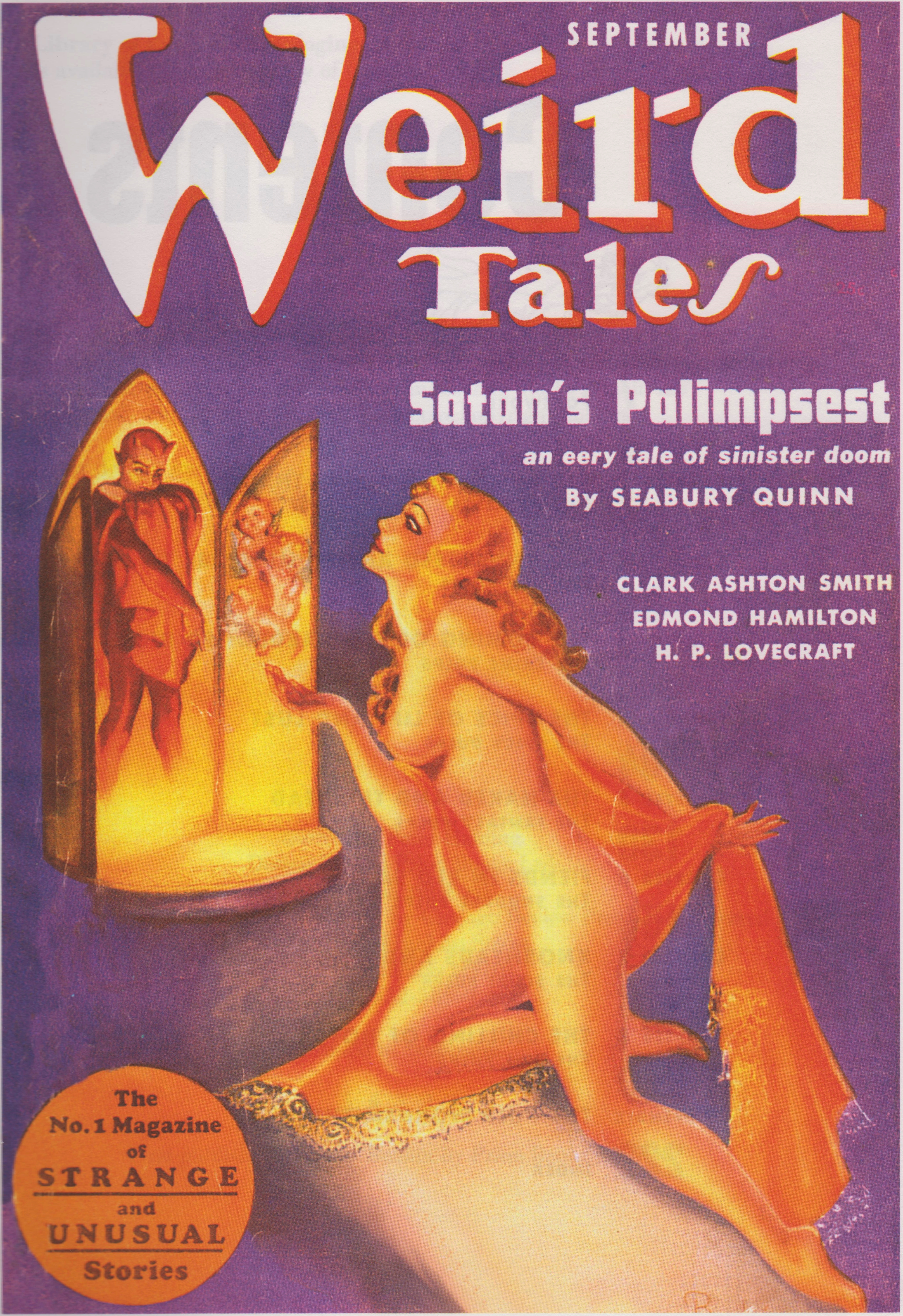
Ett exempel på den grafiska profil tidskriften skulle ha under en lång period från 30-talet och framåt. Lättklädda kvinnor var ett återkommande tema på omslagen.

Weird Tales är en amerikansk science fiction-, skräck- och fantasytidskrift.
Tidningen startades i mars 1923 av den före detta journalisten J. C. Henneberger. Edwin Bard var den första redaktören för tidningen och hans assistent var då Farnsworth Wright.
Idag tillhör Weird Tales Wildside Press, som 2005 köpte tidskriften från DNA Publications.